# Feuerwaldsänger
Der Feuerwaldsänger (Oreothlypis gutturalis, Syn.: Parula gutturalis, Vermivora gutturalis) ist ein kleiner Singvogel aus der Familie der Waldsänger (Parulidae). Von einigen Autoren wird er in die Waldsängergattung Vermivora gestellt.
Erwachsene Feuerwaldsänger erreichen eine Körperlänge von zwölf Zentimetern und wiegen um die zehn Gramm. Die Flügelspannweite beträgt beim Männchen 6,3 bis 6,7 Zentimeter; bei dem Weibchen 5,9 bis 6,4 Zentimeter. Männchen tragen ein schiefergraues Oberseitengefieder, einen orangeroten Kehl- und Brustbereich und ein weißes bis gräuliches Unterseitengefieder. Charakteristisch ist hinter dem Nacken der dreieckige schwarze Bereich auf dem Mantel. Weibchen und Jungvögel haben ein gelboranges Kehl- und Brustgefieder. Der schwarze Fleck auf dem Mantel ist beim Weibchen schmaler und ausgedünnter.
Feuerwaldsänger ernähren sich überwiegend von Insekten und Spinnen, die sie in der niedrigen Vegetation und in den unteren Bereichen der Bäume aufspüren. Gelegentlich werden auch Beeren und Misteln aufgenommen. Die Brutzeit findet zwischen März und Mai statt. Ein Gelege besteht aus zwei Eiern.
Feuerwaldsänger sind endemisch in den Gebirgsketten (Kordilleren) von Südzentralamerika. Ihre Brutgebiete befinden sich in den gemischten Gebirgswäldern in den Bergregionen (Cordillera Central) von Costa Rica und Westpanama ab einer Höhe von 2000 Metern. Weitere Lebensräume befinden sich unter anderem im Bergland Cordillera de Talamanca und um den Vulkan Irazú. Außerhalb der Brutzeit ziehen sie in der Regensaison von September bis November in die niedergelegenen Regionen bis zu einer Höhe von 1400 Metern.